# Ліщанецька сільська рада
Ліщане́цька сільська́ ра́да — колишня адміністративно-територіальна одиниця та орган місцевого самоврядування в Чортківському районі Тернопільської області. Адміністративний центр — с. Ліщанці.

## Загальні відомості
Ліщанецька сільська рада утворена 21 березня 1991 року.
- Територія ради: 19,29 км²
- Населення ради: 1 058 осіб (станом на 2001 рік)
- Територією ради протікає річка Стрипа

До 19 липня 2020 р. належала до Бучацького району.
11 грудня 2020 р. увійшла до складу Бучацької міської громади.

## Населені пункти
Сільській раді підпорядковані населені пункти:
- с. Ліщанці

## Склад ради
Рада складалася з 16 депутатів та голови.
- Голова ради:
- Секретар ради: Олійник Світлана Петрівна

### Керівний склад попередніх скликань
| Прізвище, ім'я, по батькові | Основні відомості                                                          | Дата обрання | Дата звільнення |
| --------------------------- | -------------------------------------------------------------------------- | ------------ | --------------- |
| Рутка Мирослав Павлович     | Сільський голова, 1969 року народження, член Соціалістичної партії України | 26.03.2006   | 31.10.2010      |

Примітка: таблиця складена за даними сайту Верховної Ради України

### Депутати
За результатами місцевих виборів 2010 року депутатами ради стали:

#### За суб'єктами висування
| Суб'єкт висування | Кількість обраних депутатів | %   |
| ----------------- | --------------------------- | --- |
| Самовисування     | 16                          | 100 |

#### За округами
| № округу | Прізвище, ім'я, по батькові      | Дата визнання обраним | Освіта             | Партійна приналежність                    | Відомості про обраного депутата           |
| -------- | -------------------------------- | --------------------- | ------------------ | ----------------------------------------- | ----------------------------------------- |
| 1        | Мостовий Володимир Васильович    | 04.11.2010            | незакінчена вища   | позапартійний                             | ТНПУ, студент                             |
| 2        | Мервяк Оксана Іванівна           | 04.11.2010            | незакінчена вища   | позапартійна                              | БІМА, студенка                            |
| 3        | Рутка Ольга Павлівна             | 04.11.2010            | середня спеціальна | позапартійна                              | продавець                                 |
| 4        | Кравчук Іван Володимирович       | 04.11.2010            | середня            | позапартійний                             | Бучачагроколедж, студент                  |
| 5        | Кіндрат Надія Ярославівна        | 04.11.2010            | середня спеціальна | позапартійна                              | бухгалтер                                 |
| 6        | Горбатюк Михайло Васильович      | 04.11.2010            | середня спеціальна | позапартійний                             | Ліщанецька сільська рада, землевпорядник  |
| 7        | Іваськів Володимир Борисович     | 04.11.2010            | середня            | член Всеукраїнського об'єднання «Свобода» | тимчасово не працює                       |
| 8        | Олійник Світлана Петрівна        | 04.11.2010            | вища               | позапартійна                              | Ліщанецька загальноосвітня школа, вчитель |
| 9        | Витягловська Оксана Мирославівна | 04.11.2010            | середня            | позапартійна                              | тимчасово не працює                       |
| 10       | Шпуняр Марія Миронівна           | 04.11.2010            | середня спеціальна | позапартійна                              | Ліщанецький клуб, зав.клубом              |
| 11       | Пендзей Борис Михайлович         | 04.11.2010            | середня спеціальна | позапартійний                             | тимчасово не працює                       |
| 12       | Лестюк Віталій Степанович        | 04.11.2010            | середня            | позапартійний                             | тимчасово не працює                       |
| 13       | Листюк Василь Богданович         | 04.11.2010            | середня            | позапартійний                             | тимчасово не працює                       |
| 14       | Рутка Іван Мирославович          | 04.11.2010            | середня            | позапартійний                             | Бучачагроколедж, студент                  |
| 15       | Стойко Марія Петрівна            | 04.11.2010            | вища               | позапартійна                              | Бучач упр. Соцзахисту                     |
| 16       | Витягловська Галина Романівна    | 04.11.2010            | вища               | позапартійна                              | Ліщанецький відділ зв'язку, начальник     |